# Heide (Hückeswagen)
Heide ist eine Hofschaft in Hückeswagen im Oberbergischen Kreis im Regierungsbezirk Köln in Nordrhein-Westfalen (Deutschland).

## Lage und Verkehrsanbindung
Heide liegt im südöstlichen Hückeswagen an der Grenze zu Wipperfürth. Nachbarorte sind Großeichen, Fürweg, Steinberg und Elberhausen.
Der Ort ist über eine Verbindungsstraße angebunden, die von der Kreisstraße K5 bei Kleineichen abzweigt, zum Wipperfürther Zentrum führt und auch Großeichen und Fürweg anbindet.

## Geschichte
Möglicherweise wurde der Ort das erste Mal 1487 urkundlich erwähnt. Ein Wilhelm van dem Heyde ist in der Darlehensliste für Herzog Wilhelm III. von Berg aufgeführt, es ist aber nicht sicher, welches der Hückeswagener Orte Heide/Heidt/Heydt in dieser Urkunde gemeint ist. Die Schreibweise der Erstnennung war Heyde. Durch Heide führte die Altstraße Bergische Eisenstraße.
Im 18. Jahrhundert gehörte der Ort zum bergischen Amt Bornefeld-Hückeswagen. 1815/16 lebten 51 Einwohner im Ort. 1832 gehörte Heide unter dem Namen Heyde der Berghauser Honschaft an, die ein Teil der Hückeswagener Außenbürgerschaft innerhalb der Bürgermeisterei Hückeswagen war. Der laut der Statistik und Topographie des Regierungsbezirks Düsseldorf als Weiler kategorisierte Ort besaß zu dieser Zeit vier Wohnhäuser und fünf landwirtschaftliche Gebäude. Zu dieser Zeit lebten 44 Einwohner im Ort, davon 17 katholischen und 27 evangelischen Glaubens.
Im Gemeindelexikon für die Provinz Rheinland werden für 1885 sieben Wohnhäuser mit 51 Einwohnern angegeben. Der Ort gehörte zu dieser Zeit zur Landgemeinde Neuhückeswagen innerhalb des Kreises Lennep. 1895 besitzt der Ort sieben Wohnhäuser mit 42 Einwohnern, 1905 sieben Wohnhäuser und 52 Einwohner.

## Wander- und Radwege
Folgende Wanderwege führen durch den Ort:
- Der Wipperfürther Rundweg O